# Nebikon
Nebikon – miejscowość i gmina w środkowej Szwajcarii, w kantonie Lucerna, w okręgu Willisau. Leży nad rzeką Wigger.

## Demografia
W Nebikonie mieszka 2 756 osób. W 2021 roku 30,4% populacji gminy stanowiły osoby urodzone poza Szwajcarią. 

## Transport
Przez teren gminy przebiega droga główna nr 2a. 